# Pfarrkirche Plainfeld

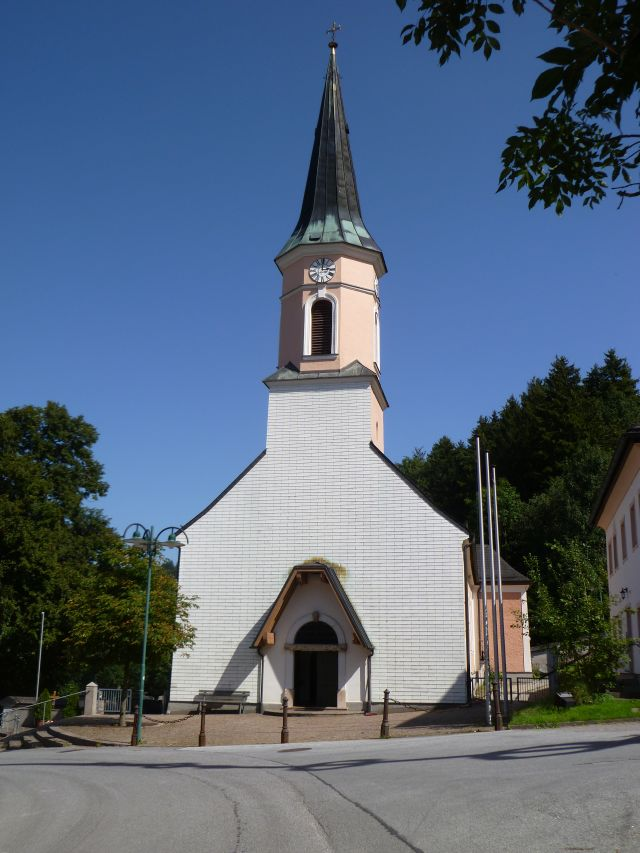
Pfarrkirche hl. Leonhard (2011)

Die Pfarrkirche hl. Leonhard ist eine römisch-katholische Kirche in der Gemeinde Plainfeld im Bezirk Salzburg-Umgebung im Land Salzburg und gehört zum Dekanat Thalgau der Erzdiözese Salzburg. Die Kirche ist von einem ummauerten Friedhof umgeben und steht unter Denkmalschutz.

## Geschichte
Nach einer Erzählung ist der Plainfelder Wirt Martin Seywaldstätter auf dem Weg zur Christmette in einen lebensbedrohlichen Schneesturm geraten, er hätte daraufhin versprochen, falls er überleben würde, in Plainfeld eine Kirche zu errichten, was dann auch geschah. Seywaldstätters Epitaph ist an der Westwand, auf dem linken Stiegenaufgang zur Orgelempore, angebracht und trägt die Inschrift: Ruhe sanft in Gottes Frieden, du wohlthätiger Erbauer des Vicariats, Gotteshauses in Pleinfeld: Martin Seÿwaldstätter, Wirth allda, ist geboren den 10ten November 1748, hat erbaut im Jahre 1799, ist gestorben den 13ten Junÿ 1830.
Die in den Jahren 1798/1799 nach Plänen des Architekten M. Schauer errichtete Gotteshaus wurde 1800 Vikariatskirche. Der Fassadenturm entstand in den Jahren 1868 bis 1875. 1891 wurde die Vikariatskirche zur Pfarrkirche erhoben. Restaurierungen erfolgten 1936, 1958 bis 1964 und 1979 bis 1981.

## Architektur
Die nachbarocke Saalkirche mit Giebelturm hat ein schlichtes Langhaus und einen eingezogenen ein jochigen Chor mit Dreiseitschluss. Die Fassade ist mit einer Traufkehle, Eckfaschen und Rundbogenfenstern einheitlich gegliedert. Die Westfassade weist ein Rundbogenportal mit einem skulpturierten Sturz mit einem Tympanonfeld auf. Die reliefierten Bronzetore schuf der Bildhauer Josef Zenzmaier (1964). Der Fassadenturm geht von einem quadratischen Attikasockel in ein Achteck über, trägt einen Pyramidenhelm und hat Rundbogenschallfenster. Die zweigeschoßige Sakristei ist am Chor angebaut. An der Fassade hängt ein Schnitzkruzifix aus der zweiten Hälfte des 19. Jahrhunderts.
Die Vorhalle wird von einem Tonnengewölbe abgeschlossen. Der breit proportionierte Saalbau und der Chor haben eine stark gedrückte Stichkappentonne auf Gurtbändern und Pilastern. Der flachbogige Triumphbogen ist seitlich eingezogen. Die Orgelempore hat eine Flachdecke auf Holzsäulen.

## Ausstattung
Der Hochaltar von 1867 mit einer neubarocken Säulenädikula mit Sprenggiebel zeigt das Altarblatt Dreifaltigkeit mit den Hll. Maria und Leonhard. Er trägt die Seitenfiguren Hll. Rupert und Virgil um 1740 vom ehemaligen Altar im Schloss Blumenstein bei Salzburg. Die Seitenaltäre als Bildrahmenretabel um 1720/1730 mit geschwungenen Gebälkverdachungen wurden von der ehemaligen Kirche Unserer Lieben Frau am Bergl zu Salzburg hierher übertragen. Die Seitenaltarbilder, links das Bild Unterricht Mariä und rechts Hl. Georg malte Josef Gold (1878).
Es gibt eine Schnitzfigur Christus in der Rast aus dem zweiten Viertel des 17. Jahrhunderts und die Konsolstatuen Thronende Maria mit Kind und der hl. Joseph um 1720/1730 und ein Schnitzkruzifix aus der zweiten Hälfte des 19. Jahrhunderts. Die Kreuzwegbilder sind aus der zweiten Hälfte des 19. Jahrhunderts. Der Taufstein ist von 1965.

## Orgel

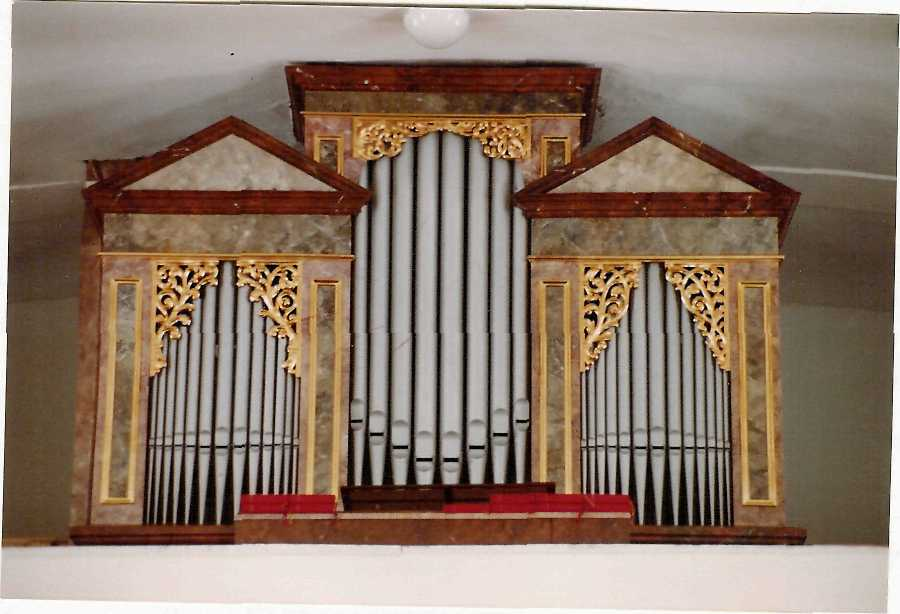
J.N.C. Mauracher-Orgel, 1868–1997

Den Auftrag für eine neue Orgel hatte Johann Nepomuk Carl Mauracher, ein Mitglied der Orgelbaufamilie Mauracher, am 24. Juni 1868 erhalten, das Instrument wurde dann am 8. November 1868 eingeweiht und kostete 700 fl. 1997 veränderte Fritz Mertel die Orgel, wobei er das Hauptwerks-Gehäuse Maurachers als Positiv in die Brüstung einbaute und dahinter ein passendes historisierendes Hauptwerksgehäuse aufstellte. Die Orgel hat seither zwei Manuale und Pedal.